# ペテル・リュクサン

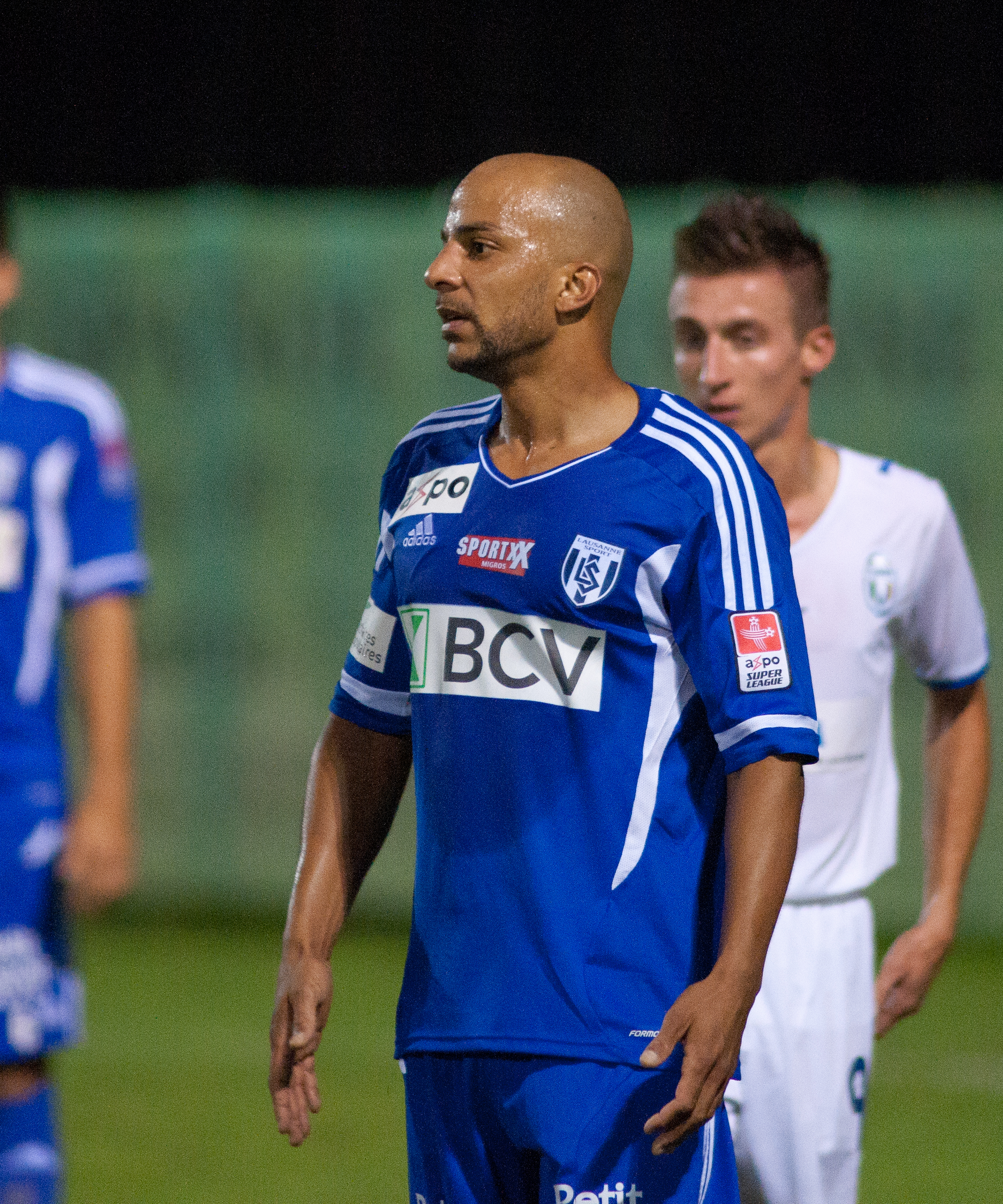
ペテル・リュクサン

ペテル・リュクサン（Peter Bernard Luccin、1979年4月9日 - ）は、フランス・マルセイユ出身の元サッカー選手。現役時代のポジションはMF。

## 来歴
ジネディーヌ・ジダンを輩出したASカンヌの下部組織で育ち、フランス国内ではFCジロンダン・ボルドー、故郷のマルセイユを本拠地とするオリンピック・マルセイユなどに在籍していた。2001年からセルタ・デ・ビーゴにレンタル移籍し、翌2002年には完全移籍を果たす。以降はスペインを拠点に活躍している。2003-04シーズンにセルタがセグンダ・ディビシオン（2部）に落ちたのをきっかけに、名門アトレティコ・マドリードに引き抜かれる。アトレティコではセルタ時代の輝きにも勝るとも劣らない働きをし、クラブの中で1、2を争う安定感の持ち主であった。2007年夏、レアル・サラゴサに移籍したが、チームのセグンダ・ディビシオン降格に伴い、ラシン・サンタンデールへ期限付き移籍した。セビージャFCに移籍したアルド・ドゥシェルを埋めるべく、23試合に出場した。2009-10シーズンは保有権を所持しているサラゴサに復帰したが、怪我で1年間棒に振り、公式戦の出場はゼロだった。その後、サラゴサから戦力外通告が言い渡され、2010年7月にはスコティッシュ・プレミアリーグの名門セルティックFCのトライアウトを受けたが不合格に終わる。2012年12月10日、MLSのFCダラスとの契約が発表された
1997年のFIFAワールドユース選手権にフランス代表として出場した。フランスU-21代表として5試合に出場して2得点している。

## 所属クラブ
- ASカンヌ 1996-1997
- FCジロンダン・ボルドー 1997-1998
- オリンピック・マルセイユ 1998-2000
- パリ・サンジェルマンFC 2000-2002

→ セルタ・デ・ビーゴ 2001-2002 (loan)
- セルタ・デ・ビーゴ 2002-2004
- アトレティコ・マドリード 2004-2007
- レアル・サラゴサ 2007-2010

→ ラシン・サンタンデール 2008-2009 (loan)
- FCローザンヌ・スポルト 2011-2012
- FCダラス 2013-2014